# نابا د رئا
نابا د رئا (به اسپانیایی: Nava de Roa) یک شهرستان در اسپانیا است.